# سوندرا شليسينغر
سوندرا شليسينغر هي عالمة فيروسات أمريكية وأستاذ فخري في مدرسة الطب بجامعة واشنطن .

## النشأة والتعليم
ولدت شليسينغر في نيو جيرسي عام 1934. وكانت طالبة جامعية في جامعة ميشيغان، وتخرجت في عام 1956 بدرجة البكالوريوس في الكيمياء. بقيت في نفس المؤسسة لعمل الدكتوراه وحصلت على الدكتوراه في الكيمياء الحيوية عام 1960. ثم عملت كزميل ما بعد الدكتوراه في Istituto Superiore di Sanità في إيطاليا وفي معهد ماساتشوستس للتكنولوجيا. 

## مهنة أكاديمية
في عام 1964، انضمت شليسينغر إلى هيئة التدريس في قسم علم الأحياء الدقيقة والمناعة (يسمى الآن قسم علم الأحياء الدقيقة الجزيئية) في مدرسة الطب بجامعة واشنطن. وكانت أول عضو هيئة تدريس في القسم. وقد بقيت في المدرسة لبقية حياتها المهنية، مع التفرغ ووظائف زائرة في مختبرات صندوق أبحاث السرطان الإمبريالي وفي جامعة هارفارد . وصلت لمرحلة بروفيسور في عام 1977. تقاعدت شليسينغر وتم اعتبارها أستاذًا فخريًا في عام 2001.  
تركزت اهتمامات أبحاث شليسينغر على علم الوراثة الميكروبية وفي وقت لاحق على دراسة غلاف فيروسات RNA . مع زوجها البروفيسور ميلتون شليزنجر،  شاركت في تحرير مرجع رئيسي عن الفيروسات الـطخائية وفيروسات مصفرة. 
تم انتخابها زميلًا في الجمعية الأمريكية لتقدم العلوم في عام 1996  وعملت في عدد من المناصب القيادية للمنظمة.  كانت رئيسة الجمعية الأمريكية لعلم الفيروسات من 1992-1993. لديها اهتمام بتاريخ العلوم ولديها موقع على شبكة الإنترنت بدعم من الجمعية الأمريكية لعلم الفيروسات لتوثيق تاريخ علم الفيروسات الجزيئية.  عملت أيضًا كمحاورة ومؤرخة شفوية حول نفس المواضيع، ونشرت مقابلات طويلة مع هيرمان أيسن  وهوارد شاخمان . 